# Masaris aegyptiacus
Masaris aegyptiacus är en stekelart som beskrevs av Meade-waldo 1911. Masaris aegyptiacus ingår i släktet Masaris och familjen Masaridae. Utöver nominatformen finns också underarten M. a. arabicus.